# The Unknown Soldier (film 1926)
The Unknown Soldier è un film muto del 1926 prodotto e diretto da Renaud Hoffman. Prodotto da Charles R. Rogers e distribuito dalla Producers Distributing Corporation (PDC), il film era ambientato durante la prima guerra mondiale e aveva come interpreti Marguerite De La Motte, Charles Emmett Mack, Henry B. Walthall, Claire McDowell.

## Trama
Nel 1917, all'entrata in guerra degli Stati Uniti, Fred Williams lasciò la piccola città di Homewood per arruolarsi. In Francia, Fred rivede la sua ragazza, Mary Williams che si è unita alla Entertainment Division, partecipando come ballerina agli spettacoli allestiti per le truppe. Prima dell'avanzata delle truppe, Mary accetta di sposare Fred ma poi, quando il marito è ormai partito, scopre che la cerimonia non è valida perché era stata celebrata da un disertore che si era travestito da cappellano.

Al fronte, Fred riceve la lettera di Mary dove lei gli racconta quello che è successo e gli rivela di essere incinta. Disperato per la situazione che si è creata, si offre volontario per una missione durante la quale viene ferito. Non riuscendo a tornare indietro, viene considerato disperso.

Alla fine della guerra Mary torna a casa con il bambino, ma suo padre la caccia da casa. Durante la cerimonia del milite ignoto ad Arlington, incontra Fred, vittima di uno shock da granata. I due si riuniscono e i genitori si riconciliano con la giovane coppia.

## Produzione
Il film fu prodotto dalla Charles R. Rogers Productions e dalla Renaud Hoffman Productions. Film Daily del 17 gennaio 1926 riportava che Hoffman "avrebbe portato l'intera compagnia East" per andare a New York, dove aveva intenzione di restare a girare per sei settimane.

## Distribuzione
Il copyright del film, richiesto da Charles R. Rogers, fu registrato il 10 maggio 1926 con il numero LP22725.
Distribuito dalla Producers Distributing Corporation (PDC) e presentato da Charles R. Rogers, il film uscì nelle sale statunitensi il 30 maggio 1926.
Riversato e masterizzato da una copia in 16mm, nel 2012 la Grapevine ha distribuito il film in DVD in una versione di 71 minuti in coppia con il cortometraggio How They Signed the Kellogg-Briand Pact.

### Conservazione
Copia completa della pellicola si trova conservata negli archivi dell'UCLA Film And Television Archive di Los Angeles, della Library of Congress di Washington e dell'Arhiva Nationala De Filme di Bucurest.